# Machine-outil à commande numérique
Pour les articles homonymes, voir CN et CNC.
 (août 2014).
Si vous disposez d'ouvrages ou d'articles de référence ou si vous connaissez des sites web de qualité traitant du thème abordé ici, merci de compléter l'article en donnant les références utiles à sa vérifiabilité et en les liant à la section « Notes et références ».

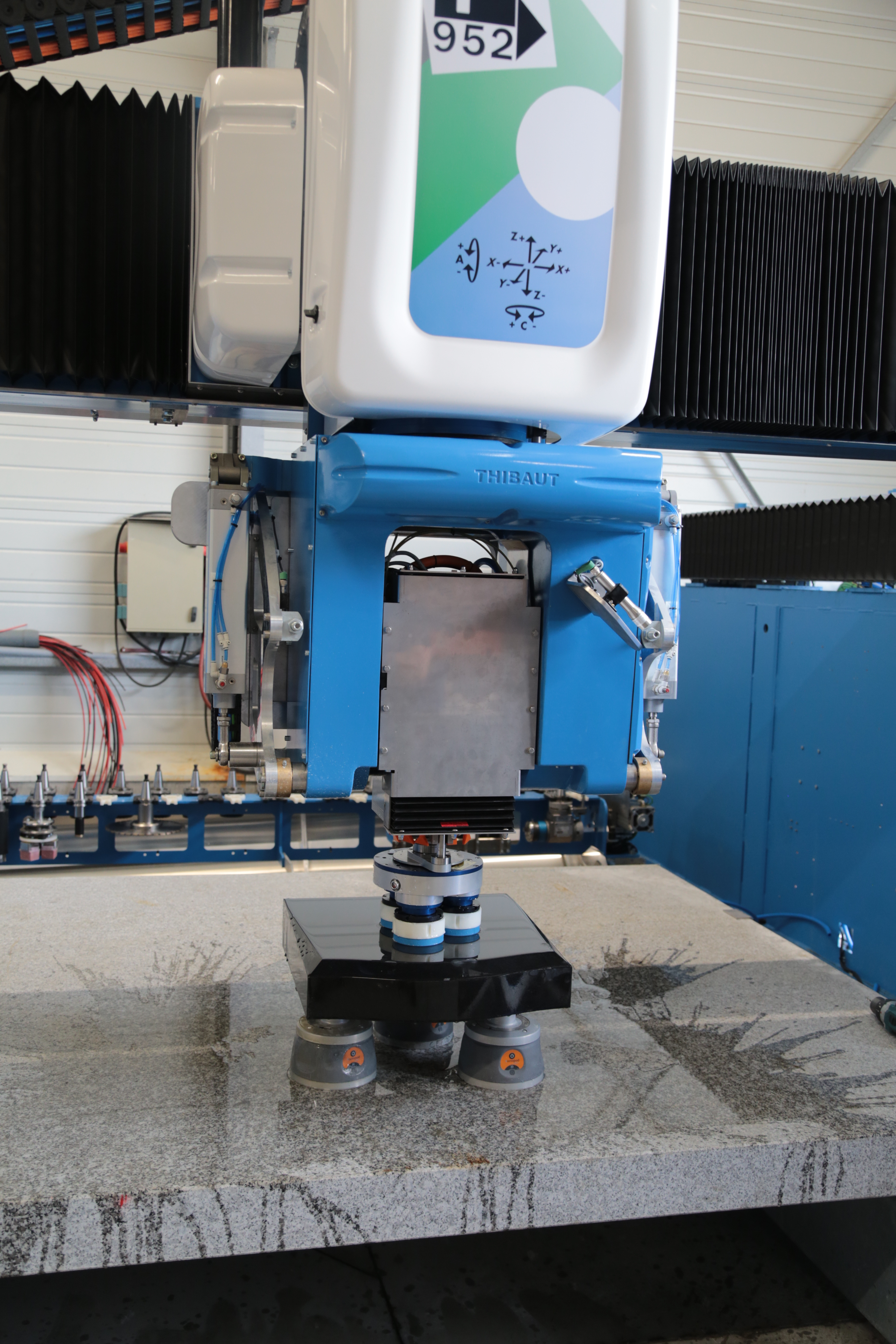
Machine outils à polir la pierre

Une machine-outil à commande numérique (MOCN, ou simplement CN) est une machine-outil dotée d'une commande numérique. Lorsque la commande numérique est assurée par un ordinateur, on parle parfois de machine CNC pour Computer Numerical Control, francisé en « commande numérique par calculateur »

## Définition
Dans le domaine de la fabrication mécanique, le terme « commande » désigne l'ensemble des matériels et logiciels ayant pour fonction de donner les instructions de mouvements à tous les éléments d'une machine-outil :
- l'outil (ou les outils) d'usinage équipant la machine,
- les tables ou palettes où sont fixées les pièces,
- les systèmes de magasinage et de changement d'outil,
- les dispositifs de changement de pièce
- les mécanismes connexes, pour le contrôle ou la sécurité, l'évacuation des copeaux…

Les commandes numériques sont employées le plus fréquemment :
- en fraisage à commande numérique (FCN) ;
- en tournage à commande numérique (TCN) ;
- dans les centres d'usinage à commande numérique (CUCN)[1] ;
- en rectification à commande numérique ;
- en électro-érosion à commande numérique ;
- en robotique ;
- en transitique ;
- en ameublement.

Dans chaque famille, les méthodes de montage et de travail sont totalement différentes, mais elles se rejoignent sur le principe de programmation, la grande majorité des machines utilisant un langage ISO (robotique exceptée). À cela peuvent se rajouter des interfaces homme-machine dites « conversationnelles » ou par apprentissage qui peuvent permettre de simplifier l'utilisation de la machine.
Les commandes numériques sont aussi employées (par exemple) dans les domaines :
- de la chaudronnerie : oxycoupage, découpage plasma, presse plieuse
- de l'assemblage : soudage (TIG, MIG, laser, ultrasons, inertiel), collage, vissage, rivetage
- du taillage d'engrenages
- du couchement de fibres (composites, métallo-composites)

Assignées à leur origine à l'usinage dit « 3 axes », de par les performances et possibilités des matériels et logiciels associés sans cesse croissant, les commandes numériques sont de plus en plus utilisées dans les procédés où il est requis de déplacer un ou des mobiles dont les mouvements sont interpolés (vitesses des axes concourant au déplacement d'un point liées entre elles) avec des contraintes de vitesse très faibles ou très élevées (de 0,001 m/min à 130 m/min) et/ou de très grande précision de trajet ou de positionnement(< 0,001 mm). (À noter que ces performances dépendent des capacités de la machine à les atteindre). De plus, certains procédés actuels requièrent de mouvoir non pas trois, quatre, cinq axes mais dix, vingt axes et même plus. Il n'est donc pas rare de voir une commande numérique piloter simultanément trente axes. Enfin, la puissance des microprocesseurs actuels ou circuits dédiés (FPGA, ASICS) permet d'exécuter avec célérité les algorithmes complexes de cinématique que requièrent par exemple les machines dites « hexapodes ».

## Généralités
Par extension, on appelle « commande numérique » l'armoire de commande recevant le programme d'usinage sous forme d'un ruban perforé (systèmes des années 1950 à 1980), d'une bande magnétique (systèmes des années 1970 à 1985), ou de données issues d'un ordinateur. On désigne parfois ainsi la machine complète équipée d'un tel dispositif. On parle d'un tour à commande numérique, ou d'une fraiseuse à commande numérique, par opposition à un tour conventionnel ou une fraiseuse conventionnelle, dont les mouvements sont commandés manuellement ou par un dispositif automatisé d'une façon figée.
Les machines-outils spécialisées (aléseuses-perceuses, fraiseuses) à commande numérique ont évolué en centres d'usinage à commande numérique permettant d'usiner des formes complexes sans démontage de la pièce. Ces centres d'usinage sont généralement équipés de magasins d'outils (tourelles, tables, chaînes) sur lesquels sont disposés les différents outils. Les changements d'outils équipant la (ou les) tête(s) d'usinage sont programmés en fonction de la définition numérique de la pièce.
Le fichier de définition numérique (qu'on appelle aussi DFN, définition numérique, numérisation ou même tout simplement « num ») est un fichier informatique généré par CAO (Conception assistée par ordinateur), qui remplace de plus en plus le plan sur la traditionnelle planche à dessin.
CATIA est actuellement l'un des logiciels de CAO, les plus utilisés pour établir les DFN dans les domaines de l'automobile et de l'aéronautique.
Sur ces définitions doivent ensuite être calculés des parcours d'outil au moyen de logiciels de FAO (Fabrication assistée par ordinateur). Ces parcours sont alors traduits par un logiciel dit « post-processeur » (généralement adossé au logiciel de FAO) dans un langage compréhensible par la « commande numérique » et appelé : langage de programmation. On parle de programmation de commande numérique. En usinage, ce langage de programmation obéit, pour une part, à la norme ISO 6983 (RS274D, 1980). Il existe cependant d'autres standardisations plus récentes (par exemple STEP-NC).
On constitue ainsi la chaîne numérique ; on parle en anglais de F2F, file to factory, littéralement « du fichier à l'usine ».

## Origines de la commande numérique
La Seconde Guerre mondiale est à peine terminée que les États-Unis en amorcent une autre, la « guerre froide ». L'effort de recherche/développement en matière d'armement est à nouveau relancé. Dans ce contexte, Parsons Works, un sous-traitant situé à Traverse City dans le Michigan, se voit confier par l'US Air Force la mission d'améliorer la productivité des chaines de fabrication et plus particulièrement du long, complexe et fastidieux processus de fabrication et de contrôle des surfaces gauches des pales d'hélicoptère. John T. Parsons (en), aidé de son ingénieur en chef Frank Stulen (ancien patron chargé des voilures tournantes sur la base de Wright-Patterson) mènent les études. Ils imaginent différents concepts dont l'un consiste à motoriser les axes des machines concernées. Se pose alors le problème du pilotage de ces moteurs. Ce point les amène à faire appel aux moyens et compétences tout d'abord d'une de leurs filiales, La Parson Corp, spécialisée dans les solutions usant de calculateurs (on appelait ainsi l'ancêtre de l'ordinateur) alimentés en données par des bandes perforées et, d'autre part, à consulter le M.I.T (Massachusetts Institute of Technology). Finalité : commander par un calculateur (IBM y participera) le déplacement d'une table sur glissières mue par une vis à billes couplée à un moteur électrique. En 1952, le Dr Richard KEGG (Milacron) et le MIT (concepteur des servo-contrôleurs) présentent au gratin de l'aéronautique le résultat prometteur de leurs travaux sur une fraiseuse Cincinnati Milacron Hydrotel. Une demande de brevet est aussitôt déposée par précaution au bureau des brevets américain (USPTO) par Parson et Stulen, qui l'accepte sous le n° 2,820,187.
Sur la base des succès précédents et après avoir travaillé pendant cinq ans à industrialiser le concept (affinage des tout premiers concepts de programmation de trajectoires avec interpolation axiale), Parson et Stulen confirment le brevet le 14 janvier 1958 par un brevet intitulé « Motor Controlled Apparatus for Positioning Machine Tool » qui sonne la naissance commerciale de cette technologie. General Electric sera historiquement le premier fabricant industriel de commandes numériques, rejoint en 1962 par son voisin japonais, FANUC. En 1964, les États-Unis comptaient 35 000 machines à commande numérique.

## Structure d'une machine à commande numérique
Les programmes d'usinage sont réalisés à partir d'une origine appelée « origine programme » (OP) positionnée par le programmeur.
Le programme commande les déplacements relatifs entre le brut et les outils dans le but de réaliser l'usinage de la pièce finale. Ces déplacements sont réalisés dans un repère orthonormé normalisé {\displaystyle (\mathrm {O} ,{\vec {x}},{\vec {y}},{\vec {z}})} basé sur la structure de la machine.
L'axe {\displaystyle {\vec {z}}} de ce repère est un axe confondu avec celui de la broche de la machine — axe de rotation de la fraise en fraisage, axe de rotation de la pièce en tournage. Le sens positif de cet axe est donné par le sens d'éloignement de l'outil par rapport à la pièce.
La détermination de l'axe {\displaystyle {\vec {x}}} entre les 2 axes restants se fait en identifiant celui qui permet le plus grand déplacement. Le sens positif de {\displaystyle {\vec {x}}} est déterminé par le sens logique d'éloignement de l'outil par rapport à la pièce.
L'axe {\displaystyle {\vec {y}}} est déterminé à partir de {\displaystyle {\vec {x}}} et {\displaystyle {\vec {z}}} grâce à la règle du trièdre direct.

## Méthodes d'usinage spécifiques aux machines à commande numérique
Certains procédés d'usinage sont rendus possibles sur les MOCN du fait des caractéristiques mécaniques de leurs axes ou de la possibilité de faire varier en continu les vitesses des axes ou de rotation des broches.

### Fraisage
Là où, en fraisage conventionnel, on travaille « en opposition » (en raison du jeu dans la vis d'entraînement, un travail « en avalant » provoquerait des chocs pouvant nuire à la précision de l'usinage voire détériorer la machine), les machines à commande numérique possèdent des vis avec noix pourvues de billes précontraintes, donc exemptes de jeu, ce qui permet le travail « en avalant », qui soulage l’effort de coupe.
L'usage de moteurs linéaires sur certaines machines a même supprimé l'usage des vis (noix bronze ou butée à billes ou à rouleaux).

### Tournage
En tournage traditionnel, la vitesse de rotation choisie en fonction de la matière et du diamètre reste constante pendant l'opération. Sur les tours à commande numérique une fonction de programmation (appelée G96 sous langage FANUC) permet d'avoir une vitesse de rotation évolutive (recalculée dynamiquement par rapport au diamètre usiné).
Cette fonctionnalité s'appelle la vitesse de coupe constante, ou vitesse circonférentielle. Elle permet d'avoir des états de surface bien supérieurs à l'usinage traditionnel.

### Usinage par étincelage ou électroérosion
L'électroérosion, appelée aussi EDM (sigle formé sur les initiales de l'anglais electrical discharge machining), est un procédé d'usinage qui consiste à enlever de la matière dans une pièce en utilisant des décharges électriques. Le principe est d'envoyer des charges électriques de manière rapide et répétitive entre deux électrodes. L'une des électrodes est sur l'outil d'usinage, l'autre sur la pièce usinée. Cette action permet d'enlever petit à petit et sans contact avec la pièce usinée des couches de matières.
Cette technique naît d'une suite de découvertes réalisées par le chimiste anglais Joseph Priestley, les savants russes B.R. et N.I. Lazarenko et les sociétés Agie, Charmilles et Thermocompact.

## Défauts
Il n’est pas rare de voir apparaître des défauts dits « erreur de positionnement d’axe », également appelés « erreur de poursuite » sur la  commande numérique d'une machine-outil, et ce, quelle qu’en soit la marque (Ge Fanuc, Heidenhain, etc.). Ce type de défaut peut engendrer deux problèmes :
- problème de lecture d’une règle de mesure incrémentale,
- problème de jeu dans la mécanique de déplacement.

## Sécurité des machines et prévention des risques professionnels
Les centres d'usinage sont des machines. Ils peuvent, si aucune mesure de prévention n’est prise, présenter des risques pour les opérateurs et tierces personnes amenés à les côtoyer. Dans l’Union Européenne, d’un point de vue réglementaire, leur conception et leur utilisation doivent être conformes, entre autres :
- à la directive "Machines" 2006/42/CE pour la conception,
- à la directive 2009/104/CE qui s’adresse aux utilisateurs de machines.

### Conception des machines destinées au marché européen
Conformément aux dispositions de la Directive européenne Machines 2006/42/CE, les fabricants doivent réduire les risques dès la conception et respecter les Exigences Essentielles de Santé et de Sécurité listées dans son Annexe I.
Pour les aider dans leur démarche, les fabricants pourront s’appuyer sur la norme ISO 12100 qui décrit les principes généraux de conception des machines ainsi que sur les brochures INRS ED6122 « Sécurité des équipements de travail - Prévention des risques mécaniques » et ED6310 « Sécurité des machines. Principes de conception des systèmes de commande ».

### Utilisation des machines sur le territoire européen
Afin de préserver la santé et la sécurité des travailleurs, l’employeur doit s’assurer que les machines sont sûres et conformes et que leur utilisation n’expose pas les salariés à des risques, et ceci dans toutes leurs phases de vie.
A cet effet, il doit réaliser l’évaluation des risques liés à la machine dont les résultats seront transcrits dans le Document unique d’évaluation des risques.
De plus, l’employeur a l’obligation de maintenir la machine en état de conformité (article 4.2 de la directive européenne 2009/104/CE).